# دهستان چم رود
دهستان چم رود نام دهستانی در بخش باغ بهادران شهرستان لنجان، استان اصفهان در ایران است.

## جمعیت
براساس سرشماری مرکز آمار ایران در سال ۱۳۸۵، جمعیت آن ۸۴۲۲ نفر (۲۱۷۸ خانوار) بوده‌است.